# Rakalj
Rakalj je mjesto u Hrvatskoj. Nalazi se u općini Marčana u Istarskoj županiji.

## Zemljopis
Smješten je na jugoistoku poluotoka Istre.

## Stanovništvo
| broj stanovnika | 689   | 848   | 607   | 785   | 807   | 874   | 919   | 1157  | 1000  | 898   | 774   | 640   | 564   | 502   | 487   | 440   | 393   |
|                 | 1857. | 1869. | 1880. | 1890. | 1900. | 1910. | 1921. | 1931. | 1948. | 1953. | 1961. | 1971. | 1981. | 1991. | 2001. | 2011. | 2021. |

## Kultura
U Raklju djeluje katedra Čakavskog sabora.
Rakalj je u svojoj pjesničkoj zbirci Libar života opjevala Agneza Vale.

## Povijest
Tzv. Stari Rakalj dio je bliži moru, uglavnom danas nenaseljen. U tom dijelu nalaze se ruševine nekadašnjeg kaštela i crkva svete Agneze (Agnjije). Crkva je smještena na brežuljku s kojeg se pruža prekrasan pogled na more. Nedjeljne svete mise kod svete Agneze se ne održavaju, ali postoji nekoliko dana u godini kada se sv. misa, već tradicionalno, održava u ovoj crkvi. Vjenčanja isto nisu stran pojam za crkvu sv. Agneze jer se na to mjesto dolaze vjenčavati, kako iz okolnih manjih mjesta, tako i iz većih okolnih gradova. Inače na mjestu gdje je nastao srednjovjekovni kaštel nađeni su i ostaci pretpovjesne gradine, a poslije je tu bila i antička utvrda. Sam kaštel, čiji se ostaci vide i dan danas, vjerojatno je izgrađen početkom 11. st., a nešto kasnije se spominje pod nazivom Castellare de Rachir. 1535. godine Venecija dodjeljuje Stari Rakalj i Novi Rakalj obitelji Loredan, ali je kaštel u toliko lošem stanju da ga Loredani napuštaju i odlaze u Rakalj, današnje naselje.

## Poznate osobe
- Mijo Mirković (Mate Balota), (Rakalj, 1898. – 1963.) - hrvatski književnik i ekonomist
- Lidija Percan - pjevačica
- fra Josip B. Percan-hrvatski franjevac, član Hrvatske franjevačke provincije sv. Ćirila i Metoda. a od 1978.g. djeluje na rimskom Antonijanumu.